# Nurullah Sağlam
Nurullah Sağlam (* 28. Januar 1966 in Gaziantep) ist ein ehemaliger türkischer Fußballspieler und heutiger Trainer.

## Vereinskarriere
Sağlam begann seine Karriere bei Gaziantepspor. Dort spielte er sechs Jahre und feierte mit dem Verein unter anderem den Aufstieg in die Süper Lig. Nach seiner Zeit für Gaziantepspor spielte er noch bei Kayserispor, Elazığspor und Edirnespor.

## Trainerkarriere
Von 1999 bis 2003 war Sağlam als Co-Trainer bei Gaziantepspor tätig. Im Januar 2003 wurde er zum Cheftrainer befördert. Am Ende der Saison 2004/05 verließ Sağlam Gaziantepspor. Zur Saison 2005/06 wurde er bei Karşıyaka SK eingestellt, jedoch wurde er nach dem 5. Spieltag entlassen. Er kehrte noch in derselben Saison zurück in die Süper Lig zu Denizlispor. Mit dem Verein erreichte Sağlam am letzten Spieltag gegen Fenerbahçe Istanbul nicht nur den Klassenerhalt, sondern verhinderte auch den Gewinn der Meisterschaft seines Gegners. Trotz des Erfolges verließ Sağlam in der darauffolgenden Spielzeit Denizlispor und trainierte fortan Konyaspor.
Im Februar 2008 kehrte er zurück zu Gaziantepspor und war bis März 2009 dort beschäftigt. Es folgte für Sağlam erneut eine Rückkehr. Er übernahm zum zweiten Mal den Cheftrainer-Posten bei Denizlispor. Am 12. September 2009 trat er seinen Job an und wurde acht Wochen später wegen Erfolglosigkeit wieder entlassen.
Im Oktober 2010 wurde Sağlam Trainer bei Mersin İdman Yurdu. In der Saison 2010/11 gelang ihm mit seiner Mannschaft die Meisterschaft der TFF 1. Lig und damit nach 29 Jahren der Aufstieg in die Süper Lig. Unmittelbar nach dem 2:1-Heimsieg gegen Akhisar Belediyespor wurde bekannt gegeben, dass der Vertrag mit Sağlam nach gegenseitigem Einvernehmen aufgelöst wurde. Vier Tage später wurde als sein Nachfolger Giray Bulak vorgestellt.
Zur Saison 2014/15 übernahm Sağlam den Zweitligisten seiner Heimatstadt, Gaziantep Büyükşehir Belediyespor. Nachdem er mit seinem Verein trotz großer Investitionen in den Mannschaftskader einen unerwartet schlechten Saisonstart erwischte, trat Sağlam nach der 0:1-Heimniederlage vom 7. Spieltag gegen Şanlıurfaspor von seinem Amt zurück.

## Erfolge

### Als Spieler
Mit Gaziantepspor
- Meisterschaft der TFF 1. Lig: 1989/90
- Aufstieg in die Süper Lig: 1989/90

### Als Trainer
Mersin Idman Yurdu
- Meisterschaft der TFF 1. Lig: 2010/11
- Aufstieg in die Süper Lig: 2010/11